# Ernst Gock
Adolph Wilhelm Ernst Gock (* 27. Februar 1869 in Cuxhaven; † 25. April 1957 in Cuxhaven-Döse) war ein deutscher Maler und Zeichner.

## Biografie
Gock war der Sohn eines kinderreichen Klempnermeisters. Er hatte einen Bruder, der die väterliche Klempnerei übernahm. Ab 1876 besuchte er die Schule an der Friedrichstraße und die Bürgerschule an der Deichstraße in Cuxhaven. Ab 1884 machte er eine Lehre als Maler und Dekorationsmaler. Von 1888 bis 1889 studierte er an der Kunstgewerbeschule in Köln und von 1889 bis 1890 an der Königliche Kunstschule zu Berlin. Hier erlangte er sein Diplom als Zeichenlehrer. Er wirkte zwei Jahre als Dekorationsmaler in Berlin. Von 1892 bis 1903 wohnte er in Cuxhaven und Hamburg und war kunstgewerblich tätig. Von 1903 bis 1910 studierte er an der Königlichen Akademie der bildenden Künste Berlin.
1910 kehrte Gock nach Cuxhaven zurück und stellte hier seine Werke in der Bücherhalle in der Friedrichstraße aus. Er malte vorwiegend Porträts und maritime Motive im neo-impressionistischen Stil. Er arbeitete von 1910 bis 1912 mit dem Impressionisten Carl Vinnen und 1950 bis 1956 mit der Bildhauerin Doris von Sengbusch-Eckardt  (1905–2000) zusammen. Er fand wenig Anerkennung von den Cuxhavenern und betrachtete später seine Rückkehr als großen Fehler.
Er wurde auf dem Friedhof in Döse beigesetzt.

## Ehrungen
- 1954: Verdienstkreuz des Verdienstordens der Bundesrepublik Deutschland
- 1964 wurde der Ernst-Gock-Weg in Cuxhaven-Duhnen nach ihm benannt.
- Die Ernst-Gock-Gesellschaft von 1949 bzw. 1977 trägt seinen Namen.